# John Corriveau
John Dennis Corriveau OFMCap (Bluewater, 27 de julho de 1941) é prelado canadense da Igreja Católica Romana. Ele serviu sucessivamente, como ministro geral da Ordem dos Frades Menores Capuchinhos, de 1994 a 2006, e como bispo da Diocese de Nelson, de 2007 a 2018. 

## Biografia
John Corriveau nasceu às margens do Lago Huron, em Zurique, distrito do município de Bluewater, Ontário. Desejava a princípio o presbitério secular, porém decidiu entrar para a vida religiosa seguindo o exemplo de um de seus primos (que era redentorista). Frequentou o seminário menor dos capuchinhos em Blenheim e, em seguida, foi para os Estados Unidos para continuar sua educação. Estudou no noviciado capuchinho em Cumberland, Maryland, no St. Fidelis College (1960-1962) em Herman, Pensilvânia, e no Capuchin College, em Washington, D.C. (1962-1966), de onde obteve seu MA em educação religiosa.
Fez sua profissão temporária como capuchinho em 14 de julho de 1960, e sua profissão perpétua exatamente três anos mais tarde, em 14 de julho de 1963. Após sua ordenação sacerdotal, no dia 23 de outubro de 1965, atuou como docente e prefeito de disciplina no Seminário Menor Mount Alverno, em Toronto, Ontário.
Em 1969, foi eleito conselheiro da Vice-Província do Canadá Central. Durante seu mandato, que durou três anos, também ocupou o cargo de guardião e capelão para os Irmãos Cristãos. Em 1971, foi eleito ministro da vice-província, sendo reeleito em 1974. Atuou como presidente da Conferência dos Capuchinhos da América do Norte até 1975, quando se tornou pároco de São Filipe Neri em Toronto. Em 1980, foi escolhido para o Conselho Geral dos Capuchinhos. Depois de um ano sabático, foi novamente eleito provincial do Canadá Central em 1989. Duarante um ano, cursou teologia pastoral em Berkeley, Califórnia.
Corriveau foi o líder mundial de sua ordem religiosa, como o septuagésimo-primeiro ministro-geral dos capuchinhos, de 1994 a 2006. Embora sua sede esteja localizada em Roma, ele passou a maior parte de seu mandato em viagens. Disse ele, certa vez, a respeito de seu cargo: "O ministro geral não é tanto uma figura de autoridade, mas uma figura carismática que representa nosso contato com São Francisco". Ao retornar para o Canadá, passou a trabalhar no Saint Francis' Table, um restaurante para os pobres em Parkdale, onde recebia os fregueses e servia como garçom, realizando trabalho pastoral nos fins de semana.
Em 30 de novembro de 2007, Corriveau foi nomeado o sexto bispo da Diocese de Nelson, na Colúmbia Britânica, pelo papa Bento XVI. Recebeu sua sagração episcopal em 30 de janeiro de 2008, do núncio apostólico Dom Luigi Ventura, tendo Dom Raymond Roussin, arcebispo de Vancouver, e Dom Eugene Cooney, bispo-emérito de Nelson, como co-consagrantes, na Catedral de Nelson. Sua posse formal ocorreu no dia seguinte. Tomou como seu lema episcopal: "Pacificans por sanguinem crucis eius" (Colossenses 1:20), isto é, "Pacificando pelo sangue da Sua cruz."
Ao atingir 75 anos de idade, tal como recomenda o direito canônico, Corriveau solicitou seu afastamento do comando da diocese ao Vaticano, o qual acatou seu pedido em 13 de fevereiro de 2018, com a escolha de seus sucessor.